# 吉田竜一
吉田 竜一 (よしだ りゅういち、1984年3月26日 - )は、日本の声優、俳優、舞台美術家、イラストレーター。愛知県出身。声の劇団イマージュ所属。演劇団体「充実夜祭」主宰、演出家。舞台美術「遊感工房」の代表。